# لارس یاکوبسن
لارس کریستین یاکوبسن (دانمارکی: Lars Christian Jacobsen؛ زادهٔ ۲۰ سپتامبر ۱۹۷۹) بازیکن فوتبال سابق اهل کشور دانمارک است. پست تخصصی این بازیکن دفاع راست است.

## باشگاهی
از باشگاه‌هایی که در آن بازی کرده‌است می‌توان به هامبورگ،  کپنهاگن، نورنبرگ، اورتون، بلکبرن روورز، وستهام یونایتد، گنگام اشاره کرد.

## تیم ملی
وی برای تیم ملی فوتبال دانمارک ۸۰ بازی انجام داده و ۱ گل به ثمر رسانده‌است.

## افتخارات

### باشگاهی
کپنهاگن
- سوپر لیگ فوتبال دانمارک: ۰۴–۲۰۰۳، ۰۶–۲۰۰۵، ۰۷–۲۰۰۶، ۱۳–۲۰۱۲
- جام حذفی فوتبال دانمارک: ۱۲–۲۰۱۱

اورتون
- جام حذفی فوتبال انگلستان: نایب قهرمان ۰۹–۲۰۰۸